# Лященко Петро Іванович
Петро Іванович Лященко (нар. 10 (22) жовтня 1876, Саратов — † 24 липня 1955, Москва)  — видатний вчений-економіст, член-кореспондент АН СРСР (1943), академік АН УРСР (1945), доктор економічних наук, професор, заслужений діяч науки РРФСР (1943).

## Біографія
Народився 10 (22) жовтня 1876 у Саратові в сім'ї земського службовця з роду чернігівських козаків. В 1894 закінчив 1-у Саратовську класичну гімназію. Вищу освіту здобув у Санкт-Петербурзькому університеті (фізико-математичний факультет та юридичний факультет (економічне відділення)), після чого проходив підготовку до професорського звання на кафедрі сільського господарства і стажування у Лейпцизькому університеті та Лейпцизькому сільськогосподарському інституті (1900 -1901).
З 1903 викладає економіку сільського господарства, політичну економію та економічну географію у Санкт-Петербурзькому університеті і на Вищих жіночих курсах. Друкує серію статей з аграрної економіки, а також такі книги як «Мобилизация землевладения в России и его статистика» (1905) та «Очерки аграрной эволюции России. — том 1.  Разложение натурального строя и условия образования сельскохозяйственного рынка» (1908).
1909–1910 — наукове відрядження до Лейпцизького університету. Його нові наукові праці стосуються проблем переробної промисловості та торгівлі борошном. Виходить монографія «Хлебная торговля на внутренних рынках Европейской России» (1912).
В 1913–1917 працює ординарним професором кафедри політичної економії і статистики і деканом економічного факультету Томського університету. 1913 року друкує продовження своєї фундаментальної праці «Очерки аграрной эволюции России. - Т. 2.  Крестьянское дело и пореформенная землеустроительная политика. - Ч. 1. Первоначальное наделение и осуществление крестьянской собственности». За її захист у Харківському університеті (1914) здобуває ступінь доктора політичної економії та статистики. Другу частину — «Регулирование крестьянского землевладения» — було опубліковано в 1917.
У червні 1916 виконував обов'язки ректора Томського університету, але через конфлікт з частиною професорів у травні 1917 переїхав до Ростова-на-Дону, де до 1922 працював професором Донського університету, а також професором і ректором інституту народного господарства.
З 1922 — науковий працівник Наркомзему у Москві. У 1926 - 1936 — професор Інституту червоної професури, старший науковий співробітник Комакадемії, професор Московського університету та низки інших вузів і наукових інститутів, при цьому в 1927 - 1929 він керував аграрною кафедрою Українського науково-дослідного інституту марксизму-ленінізму у Харкові.
У 1935 президія Комакадемії присуджує йому ступінь доктора економічних наук без захисту дисертації. З того ж року він працює старшим науковим співробітником Інституту економіки АН СРСР, з 1942 — Інституту історії АН СРСР. У 1943 його обирають членом-кореспондентом АН СРСР.
В 1939 здійснює 3-тє видання «Истории русского народного хозяйства» під назвою «История народного хозяйства СССР. Учебное пособие для экономических вузов». При цьому з багатьох питань його погляди не збігались з прийнятими у радянській історіографії.
В повоєнні роки готує до друку всесвітньо відому працю «История народного хазяйства СССР» (у 3 томах). Перші два томи побачили світ ще за життя автора: том 1 «Докапиталистические формации» — у 1947; том 2 «Капитализм» — у 1948 р.; том 3 «Социализм» вийшов друком у 1956 уже після смерті автора.
В 1945 став старшим науковим співробітником відділу історії народного господарства Інституту економіки АН УРСР (Київ). Того ж року П. І. Лященка було обрано академіком АН УРСР.
Помер П. І. Лященко після тривалої важкої хвороби 24 липня 1955 у Москві.

## Наукові досягнення
Науковий доробок П. І. Лященка налічує понад 150 монографій, чисельні наукові статті (в тому числі в енциклопедіях), ґрунтовні рецензії на праці відомих економістів. Його вважають одним із засновників сільськогосподарської економії, а також історії народного господарства. Його книга «История экономических учений» (1922) витримала шість перевидань, у тому числі три — японською мовою. Великою заслугою П. І. Лященка стало перетворення історії народного господарства на важливу самостійну галузь економічної науки та обов'язкову дисципліну економічної освіти.

## Науковий кабінет пам'яті П.І.Лященка
Свою бібліотеку, рукописний фонд і архів П. І. Лященко передав в Інститут економіки АН УРСР. Зараз вони зберігаються у відділі економічної історії Інституту економіки та прогнозування НАН України — у науковому кабінеті пам'яті Петра Івановича Лященка. Його унікальною бібліотекою багато років користуються вітчизняні і іноземні дослідники.